# Championnat du monde masculin de volley-ball des moins de 19 ans 1997
Navigation
San Juan 1995 Riyad 1999
Le 5e Championnat du monde masculin de volley-ball des moins de 19 ans a été organisé en Iran et s'est déroulé en 1997.

## Classement final
| Place              | Équipe                 |
| ------------------ | ---------------------- |
| Médaille d'or      | Italie                 |
| Médaille d'argent  | Grèce                  |
| Médaille de bronze | Japon                  |
| 4                  | Pologne                |
| 5                  | Brésil                 |
| 6                  | République tchèque     |
| 7                  | France                 |
| 8                  | République dominicaine |
| 9                  | Corée du Sud           |
| 9                  | Cuba                   |
| 9                  | Tunisie                |
| 9                  | Iran                   |
| 13                 | Égypte                 |
| 13                 | Venezuela              |
| 13                 | Taïwan                 |
| 13                 | Slovaquie              |